# Liste der Weltranglistensieger im Zweier-Kunstradfahren
In der Liste der Weltranglistensieger im Zweier-Kunstradfahren werden die Gewinner der Jahres-Weltrangliste genannt. Diese Rangliste wird von der UCI geführt. In der Weltrangliste werden Punkte für internationale und teilweise auch nationale Turniere vergeben und diese zusammengezählt. Am Anfang jedes Jahres startet jeder Fahrer wieder bei null Punkten. Seit 2008 können bei den Männern auch Mixed-Teams teilnehmen (Frau / Mann).

## Männer / Mixed
| Jahr | Team                               |
| ---- | ---------------------------------- |
| 2001 | Petr Bartunek & Kamil Bartunek     |
| 2002 | Petr Bartunek & Kamil Bartunek     |
| 2003 | Heiko Rauch & Michael Rauch        |
| 2004 | Andreas Fritsch & Matthias Fritsch |
| 2005 | Lukas Matla & Stefan Musu          |
| 2006 | Lukas Matla & Stefan Musu          |
| 2007 | Lukas Matla & Stefan Musu          |
| 2008 | Lukas Matla & Stefan Musu          |
| 2009 | Félix Blümmel & Florian Blümmel    |
| 2010 | Ann-Kathrin Egert & Stephan Rauch  |
| 2011 | Luisa Bassmann & Benedikt Bassmann |

## Frauen
| Jahr | Team                                   |
| ---- | -------------------------------------- |
| 2004 | Katrin Schultheis & Sandra Sprinkmeier |
| 2005 | Katrin Schultheis & Sandra Sprinkmeier |
| 2006 | Caroline Ingelfinger & Katja Knaak     |
| 2007 | Katrin Schultheis & Sandra Sprinkmeier |
| 2008 | Katrin Schultheis & Sandra Sprinkmeier |
| 2009 | Katrin Schultheis & Sandra Sprinkmeier |
| 2010 | Katharina Wurster und Jasmin Soika     |
| 2011 | Fabienne Hammerschmidt & Marina Sommer |